# Эйджи, Томми (бейсболист)
Томми Ли Эйджи (англ. Tommie Lee Agee; 9 августа 1942, Магнолия, Алабама — 22 января 2001, Нью-Йорк) — американский бейсболист. Выступал на позиции аутфилдера. В Главной лиге бейсбола играл с 1962 по 1973 год. Победитель Мировой серии 1969 года в составе клуба «Нью-Йорк Метс». Лучший новичок Американской лиги в сезоне 1966 года. Двукратный участник Матча всех звёзд лиги. Двукратный обладатель награды Золотая перчатка. Член клубного Зала славы «Метс».

## Биография

### Ранние годы
Томми Ли Эйджи родился 9 августа 1942 года в Магнолии в штате Алабама. Один из одиннадцати детей в семье Джозефа и Кэрри Эйджи. Через год после его рождения семья переехала в Мобил, где он и вырос. Лучшим его другом с начальной школы был Клеон Джонс, ставший позднее профессиональным бейсболистом и игравший с ним в составе «Нью-Йорк Метс». Эйджи во время учёбы играл за школьные команды по бейсболу, баскетболу и футболу, занимался лёгкой атлетикой.
После окончания школы Эйджи получил спортивную стипендию в университете штата Луизиана в Грэмблинге. В его бейсбольной команде он начинал играть на первой базе, пробовался в роли питчера и только затем тренер Ралф Уолдо Эмерсон Джонс перевёл его на место аутфилдера. В студенческом бейсбольном чемпионате Эйджи отыграл только один сезон, установив рекорд Юго-Западной спортивной конференции по показателю отбивания, составившему 53,3 %. В 1961 году он принял предложение контракта от клуба «Кливленд Индианс», получив бонус в размере 65 тысяч долларов.

### Начало карьеры
В течение двух лет Эйджи играл за команды фарм-системы «Кливленда» — «Дубьюк Пэкерс», «Берлингтон Индианс» и «Джэксонвилл Санз». Уже в сентябре 1962 года он дебютировал в Главной лиге бейсбола. В последующие два года он выступал в младших лигах, время от времени вызываясь в основной состав «Индианс». Суммарный показатель отбивания Эйджи в этот период карьеры составил 17,0 %.

### Главная лига бейсбола
В январе 1965 года в ходе трёхстороннего обмена между «Индианс», «Атлетикс» и «Уайт Сокс», Эйджи перешёл в «Чикаго». Первый сезон в новой организации он провёл в AAA-лиге, играя за «Индианаполис Индианс». Шанс проявить себя в Главной лиге бейсбола он получил в 1966 году, когда попал в стартовый состав «Уайт Сокс» на День открытия сезона. В регулярном чемпионате Эйджи сыграл 160 матчей, отбивая с эффективностью 27,3 %. Он выбил 22 хоум-рана, набрал 88 RBI и украл 44 базы. По итогам сезона его признали лучшим новичком Американской лиги, он получил награду Золотая перчатка. В голосовании, определявшем самого ценного игрока, он стал восьмым. Летом 1966 года Эйджи сыграл в Матче всех звёзд лиги.
В 1967 году Эйджи снова вошёл в число участников Матча всех звёзд, но вторую половину чемпионата провёл слабо, отбивая с показателем только 21,4 %. Снижение эффективности было заметно на фоне того, что «Уайт Сокс» вели борьбу за победу в Американской лиге. В декабре его обменяли в «Нью-Йорк Метс». На этой сделке настаивал новый главный тренер «Метс» Гил Ходжес. В команде Эйджи воссоединился со своим школьным другом Клеоном Джонсом.
Дебютный сезон в «Метс» сложился для него неудачно. На весенних сборах Эйджи получил травму после попадания мячом и был госпитализирован. В чемпионате он провёл безрезультатную серию из 34 выходов на биту, а его итоговый показатель отбивания составил всего 21,7 %. Веривший в него главный тренер в 1969 году поставил Эйджи на первое место в линейке отбивающих. Именно он набрал первые очки команды в новом сезоне, а спустя несколько дней выбил хоум-ран, после которого мяч улетел на второй ярус трибун «Шей-стэдиум». Ни до, ни после него, мяч на этом стадионе не выбивался так далеко. Позднее приблизительное место падения мяча было отмечено специальным знаком с указанием имени Эйджи и даты матча.
По итогам регулярного чемпионата 1969 года Эйджи стал лучшим в «Метс» по числу сыгранных матчей, выбитых хоум-ранов, набранных ранов и RBI. Великолепной была и его игра в защите, хотя Золотая перчатка была отдана Питу Роузу. Эйджи снова претендовал на приз самому ценному игроку матча, заняв в голосовании четвёртое место. В чемпионате «Метс» одержали 100 побед, выиграв Восточный дивизион Национальной лиги. Затем команда в плей-офф обыграла «Атланту» и вышла в Мировую серию, где встретилась с «Балтимор Ориолс». В третьем матче финала Эйджи выбил хоум-ран и поймал два выбитых игроками соперника мяча, которые потенциально могли стать триплами. По итогам пяти игр серии его показатель отбивания составил всего 16,7 %, но игра в защите сделала Эйджи одним из её героев.
Сезон 1970 года стал для него ещё более результативным. Он отбивал с лучшей в карьере эффективностью 28,6 % и установил несколько клубных рекордов. Второй раз в карьере Эйджи стал обладателем Золотой перчатки. В последующие два года его игровое время сократилось из-за проблем с коленом и других обстоятельств. В начале 1972 умер Гил Ходжес и новым главным тренером стал Йоги Берра. В мае в «Метс» пришёл звёздный аутфилдер Уилли Мейс. В результате в ноябре 1972 года Эйджи был обменян в «Хьюстон Астрос».
В составе «Хьюстона» он сыграл 83 матча, отбивая с эффективностью 23,5 %. В августе 1973 года Эйджи снова был обменян и оставшуюся часть чемпионата провёл в «Сент-Луис Кардиналс». В межсезонье он перешёл в «Лос-Анджелес Доджерс», но после весенних сборов 1974 года был отчислен из команды. После этого Эйджи завершил карьеру в возрасте 31 года.

### После бейсбола
После ухода из спорта Эйджи занялся бизнесом. Он владел баром, расположенным недалеко от «Шей-стэдиум», затем занялся страхованием.
Томми Эйджи скончался от сердечного приступа 22 января 2001 года в возрасте 58 лет. В последующем регулярном чемпионате Метс играли со специальной нашивкой в память о нём. В 2002 году его посмертно избрали в клубный Зал славы.